# Wincentów (Radom)
Wincentów - obecna dzielnica Radomia, dawniej osada/wieś.
Zabudowa głównie jednorodzinna (na jej terenie znajdują się również ogródki działkowe). Znajduje się w północnej części miasta przy drodze krajowej nr 7 prowadzącej do Warszawy.
Dojazd do Wincentowa zapewniają linie autobusowe 12 i 21. 
Znajdują się tu m.in.:
- Wysypisko Śmieci
- Schronisko dla zwierząt
- Warka Group
- Spalarnia śmieci
- Areszt Śledczy. Oddział Zewnętrzny[2]
- Cmentarz komunalny Radom